# 수봉초등학교
수봉초등학교는 대한민국 충청북도 음성군 음성읍 읍내리에 있는 공립 초등학교이다.

## 학교 연혁
- 1909년 8월 21일 사립 광명학교 인가
- 1911년 9월 21일 공립음성보통학교 개교(설립인가 6월 21일)
- 1911년 11월 1일 음성공립보통학교(4년제) 명칭 개칭
- 1921년 4월 1일 6년제로 학년 연장 인가
- 1938년 4월 1일 음성제2공립심상소학교 명칭 개칭
- 1941년 4월 1일 음성수봉공립국민학교 명칭 개칭
- 1968년 3월 1일 남신국민학교 분리(17학급)
- 1991년 3월 1일 수봉초등학교로 명칭 개칭
- 2011년 9월 25일 개교 100주년 기념식 및 역사관 개관
- 2023. 01. 04 제109회 졸업식(총 졸업생 16,758명)
- 2023. 03. 01 제44대 유호웅 교장 부임

## 참고 자료
- 수봉초등학교 - 한국교육학술정보원 학교알리미